# Aragua
Statul Aragua (spaniolă Estado Aragua) este unul dintre cele 23 de state (spaniolă estados) din care este format statul Venezuela. Statul Aragua este localizat în partea centrală și de nord a Venezuelei pe malul mării Caraibe. Capitala statului Aragua este la Maracay.

### Administrația teritorială
Statul Aragua este împărțit în 18 județe cu un total de 50 de districte.
| Județ                       | Capitala            | Stemă |
| --------------------------- | ------------------- | ----- |
| Bolívar                     | San Mateo           |       |
| Camatagua                   | Camatagua           |       |
| Francisco Linares Alcántara | Santa Rita          |       |
| Girardot                    | Maracay             |       |
| José Ángel Lamas            | Santa Cruz          |       |
| José Félix Ribas            | La Victoria         |       |
| José Rafael Revenga         | El Consejo          |       |
| Libertador                  | Palo Negro          |       |
| Mario Briceño Iragorry      | El Limón            |       |
| Ocumare de la Costa de Oro  | Ocumare de la Costa |       |
| San Casimiro                | San Casimiro        |       |
| San Sebastián               | San Sebastián       |       |
| Santiago Mariño             | Turmero             |       |
| Santos Michelena            | Las Tejerías        |       |
| Sucre                       | Cagua               |       |
| Tovar                       | Colonia Tovar       |       |
| Urdaneta                    | Barbacoas           |       |
| Zamora                      | Villa de Cura       |       |